# Rudnicznyj (obwód kirowski)
Rudnicznyj (ros. Рудничный) – osiedle typu miejskiego w Rosji, w obwodzie kirowskim, w rejonie wierchniekamskim. W 2010 liczyło 5084 mieszkańców.